# Ángela Cuenca
Ángela Cuenca fue una joven actriz y vedette argentina de principios del siglo XX.

## Carrera
Ángela Cuenca fue una actriz de teatro y segunda vedette y triple argentina que brilló en los escenarios revisteriles de teatros como el Maipo y El Nacional a comienzos de la década del '30 y del '40 junto a su hermana Victoria Cuenca.
A lo largo de su carrera integra diferentes compañías teatrales encabezadas por primeras figuras de la escena argentina como Tita Merello, Pepe Arias, Marcos Caplán y Pepita Muñoz.
A diferencia de su hermana solo se dedicó a las tablas en varias obras del género del varieté y comedia musical, sin intervención en la pantalla grande.

## Teatro
- 1928: Juventud, divino tesoro, con Pierre Clarel, Azucena Maizani, Victoria Cuenca, Perlita Grecco, Carmen Olmedo, Violeta Desmond y Lidia Desmond.[2]
- 1928: Bertoldo, Bertoldino y el otro.
- 1928: Caras sonrientes.
- 1928: Estrellas de fuego.
- 1928: Vértigo, revista encabezada por las hermanas Laura Pinillos y Victoria Pinillos.
- 1938: La hora loca
- 1938: Escoba nueva barre bien, con Pepe Arias, Marcos Caplán, Lely Morel, Aída Olivier y Alicia Barrié.